# Jan Marcjan Weytko
Jan Marcjan Weytko (ur. 21 grudnia 1864 w majątku Sopówka, zm. 25 marca 1915 na polu chwały w bitwie pod Nową Stużycą) – podpułkownik 91. pułku Dźwińskiego. Pochowany na cmentarzu we wsi Żornawa (Bieszczady po stronie ukraińskiej).